# Cučimikado
Cučimikado (土御門天皇; Cučimikado Tennó, 3. ledna 1196 – 6. listopadu 1231) byl v pořadí 83. japonským císařem. Vládl od 18. února 1198 do 12. prosince 1210. Jeho vlastní jméno bylo Tanehito.
Cučimikado byl prvním synem císaře Go-Toby. Císařem se stal ve věku dvou let v roce 1198 po abdikaci svého otce. Kvůli nízkému císařovu věku za něj pochopitelně vládl Go-Toba jako regent. V roce 1210 Go-Toba Cučimikada přesvědčil, aby abdikoval ve prospěch svého mladšího bratra Džuntoka. Tak se také dne 12. prosince 1210 stalo.
Ačkoli Cučimikado vládl krátce, jeho vláda probíhala během několika období:
- Kenkjú
- Šódži
- Kennin
- Genkjú
- Ken'ei
- Džógen
- Kenrjaku

## Potomci
- princezna Haruko
- princ Džinsuke (stal se buddhistickým knězem)
- princ Čikahito (stal se buddhistickým knězem)
- princ Kunuhito (císař Go-Saga)
- princezna Hideko
- princezna, jméno neznámo

| Japonští císaři     | Japonští císaři      | Japonští císaři    |
| ------------------- | -------------------- | ------------------ |
| Předchůdce: Go-Toba | 1198–1210 Cučimikado | Nástupce: Džuntoku |